# Pietro Pinna
Pietro Pinna (Finale Ligure, 5 gennaio 1927 – Firenze, 13 aprile 2016) è stato un attivista della nonviolenza italiano, considerato il primo obiettore di coscienza al servizio militare in Italia per motivi politici.

## Biografia
Nato a Finale Ligure, di origine sarda, Pinna viveva a Ferrara quando, alla fine del 1948, fu chiamato alle armi. Diventato fortemente antimilitarista dopo aver vissuto gli orrori della Seconda guerra mondiale, e influenzato dal pensiero di Aldo Capitini, decise di rifiutare di prestare il servizio di leva, passando alla storia come il primo obiettore di coscienza d'Italia per motivi politici .
Processato per disobbedienza (art. 173 codice penale militare di pace), fu condannato al carcere una prima volta per dieci mesi, e successivamente per altri otto. Al processo venne difeso dall'avvocato Bruno Segre, che diventerà uno dei più famosi difensori italiani nel campo dell'obiezione di coscienza. Venne infine riformato per "nevrosi cardiaca".
Grazie all'eco dato da Capitini alla sua disobbedienza, il caso assunse rilievi internazionali. Pinna ricevette un telegramma di sostegno dalla vedova del presidente degli Stati Uniti Wilson e la figlia di Leone Tolstoj, Tatiana Tolstoj Suhotin, scrisse di aver “pianto di gioia leggendo ciò che fanno questi coraggiosi giovani”. Inoltre, ventitré parlamentari inglesi, presieduti dal laburista reverendo Reginald W. Sorensen, firmarono una lettera indirizzata al Presidente del Consiglio De Gasperi per intercedere in suo favore .
Pinna in seguito divenne uno dei più stretti collaboratori di Capitini, con cui organizzò la prima Marcia per la Pace Perugia-Assisi nel 1961, e le tre successive; continuò ad operare nel Movimento Nonviolento per tutta la vita, diventandone segretario nazionale dal 1968 al 1976. Fu direttore responsabile della rivista Azione nonviolenta fino alla morte, sopraggiunta il 13 aprile 2016.
Numerose le circostanze che lo portarono a pagare in prima persona con il carcere le sue scelte nonviolente. Il 17 gennaio 1973, già segretario del Movimento Nonviolento, in seguito ad una affissione contro la celebrazione delle Forze armate il 4 novembre ("Non festa ma lutto"), fu arrestato  a Perugia e condannato per direttissima per vilipendio alle Forze armate. In seguito alle manifestazioni avvenute in suo sostegno in diverse città, venne liberato quattro settimane dopo su istanza di grazia dell'allora Presidente della Repubblica Giovanni Leone.
Nell'aprile del '79 fu condannato dalla Corte d'Appello di Trieste ad una pena di 8 mesi di reclusione per blocco stradale, pena che successivamente gli fu condonata.
Fu tra gli organizzatori della Marcia Catania-Comiso (24 dicembre 1982 - 3 gennaio 1983) per protestare contro l'installazione della base missilistica statunitense, prima azione concreta di lotta nonviolenta contro le installazioni militari in Italia .
Nel 2008 fu insignito del Premio Nazionale Nonviolenza.
Nel 2012 la facoltà di Giurisprudenza dell'Università di Pisa gli conferì la laurea honoris causa in Scienze per la Pace.
Pietro Pinna morì il 13 aprile 2016 a Firenze.